# Hazuki
Hazuki ist ein Jazzalbum von Satoko Fujii. Die im August 2020 in ihrer Wohnung in Kobe entstandenen Aufnahmen erschienen im November 2020 auf dem Label Libra. Es ist das vierte Soloalbum der Pianistin. „Hazuki“ ist ein altes japanisches Wort für den Monat August.

## Hintergrund
Durch die COVID-19-Pandemie in Japan war Fujii im Wesentlichen auf ihre Wohnung beschränkt, die sie mit ihrem Ehemann, dem Trompeter Natsuki Tamura, in Kobe teilt. In dieser Zeit begann sie, ihren kleinen, schalldichten Übungsraum in ein Tonstudio zu verwandeln und ein Soloalbum einzuspielen, ohne dabei die Klimaanlage einzuschalten. „Ich habe geschwitzt“, erklärte sie. "Ich habe mir ein Eiskissen um den Hals gelegt und das hat ein bisschen geholfen."

## Titelliste
- Satoko Fujii: Hazuki (Libra Records 201-063)[2]

1. Invisible 7:07
2. Quarantined 8:02
3. Cluster 4:18
4. Hoffen 9:04
5. Beginning 2:14
6. Ernesto 6:38
7. Expanding 7:42
8. Twenty Four Degrees 3:12

Die Kompositionen stammen von Satoko Fujii.

## Rezeption
Nach Ansicht von Dan McClenaghan, der das Album in All About Jazz zu den besten Alben des Jahres zählte, habe die Avantgarde-Pianistin Satoko Fujii in ihrer Wohnung in Kobe die Herausforderungen von COVID-19 mit einem Record at Home-Modus zu ihrem Vorteil genutzt und ihr gewohntes, produktives Tempo bei den Veröffentlichungen von Platten beibehalten. Diese Solo-Piano-Session – intim, fließend, manchmal unheimlich und seltsam und schön, sei ein weiteres Meisterwerk ihrer „Allein am Klavier“-Aufnahmen.
Britt Robson schrieb in JazzTimes, während Fujii sonst in einem großen Teil ihres umfangreichen Katalogs „eine furchterregende Krachmacherin“ sei, agiere sie demgegenüber auf Hazuki deutlich maßvoller. Selbst wenn sie bei zwei der acht Stücke in ihr Instrument greife, helfen die unverwechselbaren Klänge dabei, eine Erzählung zu entwickeln, anstatt sie zu stören. Dies trage zu der ominösen Aura der heimlichen Invasion bei, die den Opener „Invisible“ umrahmt, und die Spinnennetz-zarten Texturen in den Suiten-artigen Sätzen von „Hoffen“, mit neun Minuten die längste Komposition des Albums. Wenn Fujii rumple und Akkorde ausstoße, wie auf „Quarantine“, sei es zu hören, wie sie der ärgerlichen Monotonie der von einer Pandemie auferlegten „neuen Normal“-Routine etwas entgegensetzt.
Nach Ansicht von Marc Phillips ist Satoko Fujiis Hazuki eine Gelegenheit zu hören, worum es dieser erstaunlichen und originellen Pianistin und Komponistin geht. Sie sei eine präzise, flüssige Spielerin, aber suche in ihrer Musik nach neuen Formen. Dabei scheue sie sich nicht, von den Tasten abzudriften und die Saiten zu manipulieren – dies gehe über präpariertes Piano hinaus, da sie durch Kontrapunkte und Soli ihre eigenen Duette kreieren könne. Auch hier handelt es sich um eine Aufnahme in Referenzqualität. Das sei Satoko Fujii zu Hause, mit ihrem Klavier – dem, das sie „kennt“. Das Ergebnis sei eine Musik, die intensiv, fremd und manchmal unzusammenhängend klinge, aber immer „ein Festmahl aussergewöhnlicher Klänge und großartiger Ideen“.